# HLV 4400
HLV 4400 bezeichnet einen Mehrzweck-Frachtschiffstyp. Nach dem Typschiff werden die Schiffe des Typs auch als Atlantic-Dawn-Serie bzw. Atlantic-Dawn-Klasse bezeichnet. Von dem Typ wurden sechs Einheiten für die niederländischen Reedereien Hartman Shipping und ABIS Shipping gebaut.

## Geschichte
Die Schiffe wurden von CIG Shipbuilding in Groningen gebaut. Die Rümpfe wurden von der Werft Partner Stocznia in Police zugeliefert. Der Bau der Schiffe begann mit dem ersten Stahlschnitt im Juli 2012. Die letzte Einheit in der Serie wurde vollständig von Partner Stocznia gebaut.
Der Schiffstyp wurde von C-Job Naval Architects in Hoofddorp in Zusammenarbeit mit Hartman Marine Shipbuilding in Urk und der Central Industry Group in Groningen entworfen.
Zwei der für Hartman Shipping gebauten Einheiten wurden während des Baus an ABIS Shipping verkauft. Zusammen mit den drei von der Reederei ABIS Shipping bestellten Schiffen, bildeten sie die E-Serie der Reederei.
ABIS Shipping meldete im November 2016 Insolvenz an. Ein Teil der Flotte des Unternehmens wurde zwangsversteigert. Zunächst sollte der Reedereibetrieb mit neun verbliebenen Schiffen aufrechterhalten werden, darunter auch die fünf Einheiten des Typs HLV 4400. Einige Wochen später wurde der Betrieb jedoch eingestellt und die Schiffe des Typs HLV 4400 an die Reederei Amasus Shipping in Delfzijl verkauft.

## Beschreibung
Die Schiffe werden von einem Viertakt-Achtzylinder-Dieselmotor des Herstellers Caterpillar (Typ: MaK 8M32C) mit 4000 kW Leistung angetrieben. Der Motor wirkt über ein Untersetzungsgetriebe auf einen Verstellpropeller. Die Schiffe sind mit einem jeweils elektrisch mit 300 kW Leistung angetriebenen Bug- und Heckstrahlruder ausgestattet.
Für die Stromversorgung an Bord stehen ein vom Hauptmotor mit 700 kW Leistung angetriebener Wellengenerator mit 875 kVA Scheinleistung sowie zwei von Scania-Dieselmotoren mit jeweils 400 kW Leistung angetriebene Leroy-Somer-Generatoren mit jeweils 500 kVA Scheinleistung zur Verfügung. Weiterhin wurde ein von einem Dieselmotor mit 119 kW Leistung angetriebener Notgenerator mit 149 kVA Scheinleistung verbaut.
Die Schiffe verfügen über einen Laderaum mit Zwischendeck. Der Laderaum ist 66 Meter lang, 12 Meter breit und bis zu 10,58 m hoch. Im Raum steht eine Fläche von 1310 m², an Deck steht eine Fläche von 1529 m² zur Verfügung. Der Laderaum ist mit elf Pontonlukendeckeln verschlossen. Der Unterraum ist 45,2 m lang und 11,5 m breit. Das aus sieben Paneelen bestehende Zwischendeck ist 63,5 m lang und 12 m breit. Es kann in drei Höhen in den Laderaum eingehängt werden.
Die Tankdecke kann mit 15 t/m² belastet werden. Im vorderen Bereich der Schiffe ist die Tankdecke verstärkt und kann mit 25 t/m² belastet werden. Die Zwischendeckspontons können mit 3,5 t/m², die Lukendeckel mit 3 t/m² belastet werden.
Zum Bewegen der Zwischendeckspontons und der Lukendeckel steht ein Lukenwagen zur Verfügung. Die Schiffe sind für den Betrieb mit geöffneten Lukendeckeln zugelassen.
Die Schiffe sind für den Transport von ISO-Containern vorbereitet. Die Containerkapazität beträgt 261 TEU. 124 TEU finden im Laderaum, 137 TEU an Deck Platz. Das maximale Stapelgewicht beträgt im Raum 100 t bei 20-Fuß-Containern bzw. 122 t bei 40-Fuß-Containern und an Deck 25 t bei 20-Fuß-Containern bzw. 40 t bei 40-Fuß-Containern.

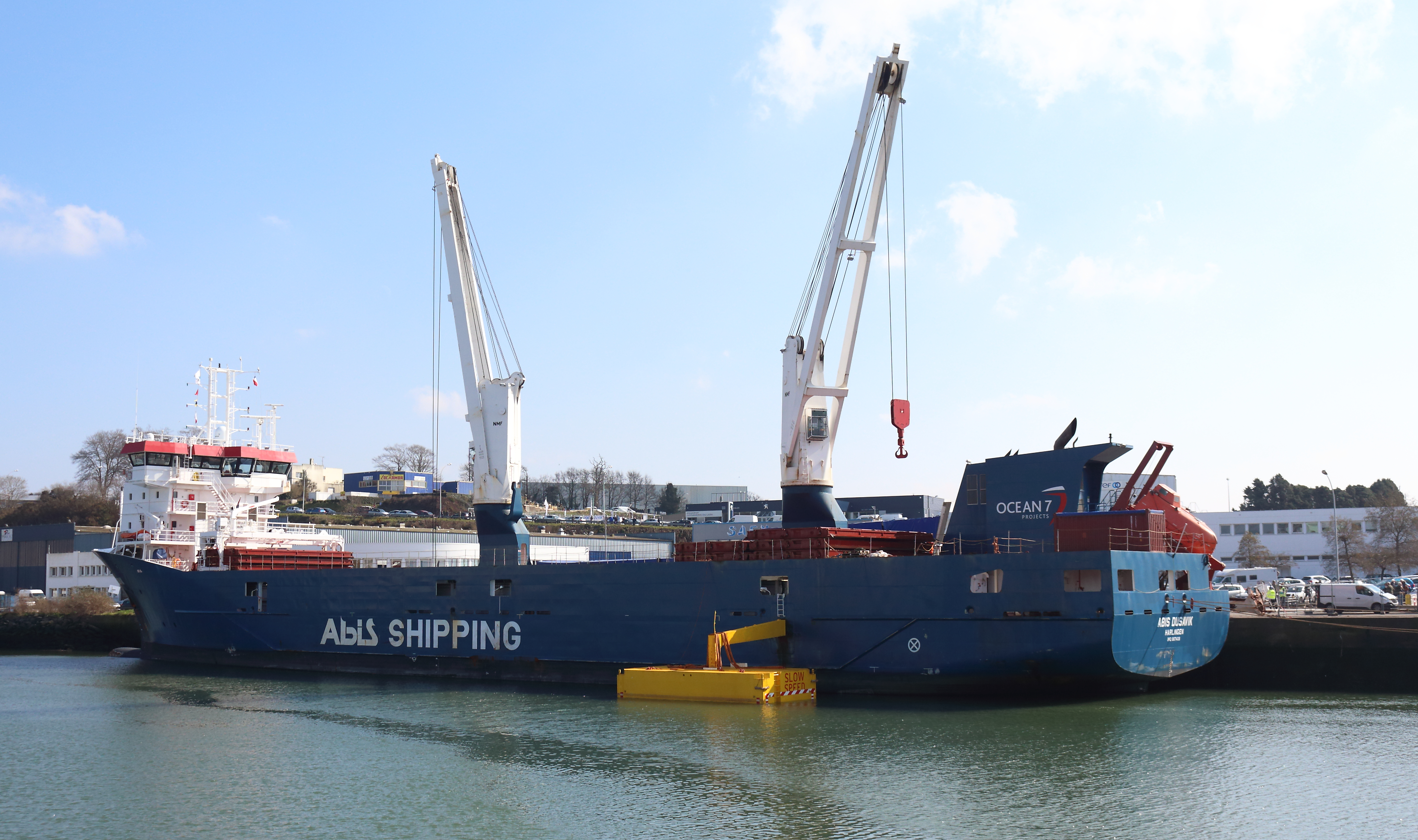
Abis Dusavik mit Ballastponton

Auf der Steuerbordseite befinden sich zwei NMF-Krane mit jeweils 150 t Hebekapazität. Im Tandembetrieb können bis zu 300 t schwere Lasten bewegt werden. Zur Verringerung der Krängung bei Ladungsarbeiten sind die Schiffe mit Schlingertanks und einem Ballastponton ausgestattet.
Das Deckshaus befindet sich im vorderen Bereich der Schiffe. Dies erlaubt den Transport voluminöser Ladung ohne Sichteinschränkungen von der Brücke. Das Deckshaus dient auch als Wetterschutz für den dahinter liegenden Laderaum bzw. das Deck. Die Back vor dem Deckshaus ist nach oben gedeckt. Im Deckshaus und dem Schiffsrumpf stehen sechs Decks zur Verfügung. An Bord ist Platz für 13 Besatzungsmitglieder. Der Maschinenraum ist im Heckbereich der Schiffe untergebracht. Er ragt zusammen mit den sich davor befindenden Schweröltanks in den Unterraum des Laderaums hinein. Die Schweröltanks sind nicht im Doppelboden oder an den Seiten untergebracht, um die Gefahr einer Beschädigung durch Kollisionen oder Aufgrundlaufen zu vermeiden. Der Schornstein befindet sich auf der Steuerbordseite am Heck der Schiffe. Er ist groß genug bemessen, um ausreichend Platz für gegebenenfalls nachrüstbare Gaswäscher zu bieten. Am Heck befindet sich ein Freifallrettungsboot.

## Schiffe
| HLV 4400                                                   | HLV 4400  | HLV 4400   | HLV 4400                        | HLV 4400                                    |
| Bauname                                                    | Baunummer | IMO-Nummer | Stapellauf Ablieferung          | Spätere Namen und Verbleib                  |
| ---------------------------------------------------------- | --------- | ---------- | ------------------------------- | ------------------------------------------- |
| ABIS Dusavik                                               | 118       | 9671436    | 6. September 2013 28. März 2014 | 2017: Eemslift Nadine                       |
| ABIS Dunkerque                                             | 119       | 9671448    | 28. Mai 2014                    | 2017: Eemslift Dafne                        |
| Atlantic Dawn                                              | 120       | 9671450    | 2. Dezember 2013                |                                             |
| Arctic Dawn                                                | 121       | 9671462    | 21. Juni 2013 23. Dezember 2013 | 2017: Eemslift Nelli                        |
| Indian Dawn                                                | 122       | 9671474    | 26. März 2014                   | 2017: Eemslift Ellen                        |
| Southern Dawn                                              | 123       | 9671486    | 9. Oktober 2014 11. Juni 2015   | 2015: ABIS Esbjerg, 2017: Eemslift Hendrika |
| Daten: Bureau Veritas, Stichting Maritiem Historische Data |           |            |                                 |                                             |

Die Schiffe fahren unter der Flagge der Niederlande. Heimathafen ist Delfzijl bzw. Urk. Die Eemslift Hendrika ist speziell für den Transport von Yachten ausgerüstet.